# ラーシュ・ボヒネン
ラーシュ・ボヒネン（ノルウェー語: Lars Bohinen、1969年9月8日 - ）は、ノルウェーの元サッカー選手、現サッカー指導者。元ノルウェー代表。選手時代のポジションはMF。

## クラブ歴
ヴァドソーの生まれで、ベルムSKで選手となった。FKリンを経て、ヴォレレンガ・フォトバルでプロ選手となった。翌年にバイキングFKに移籍した。
1990年にBSCヤングボーイズに移籍。1993年にはリールストロムSKへの期限付き移籍を経験した。
1993年にディヴィジョン1のノッティンガム・フォレストFCに45万ポンドで完全移籍し、違約金は70万ポンドの値がつけられた。翌年にクラブが昇格すると、トッテナム・ホットスパーFC戦で30メートルほどの距離からのチップキックを決めるなど、活躍を見せた。
1995年にブラックバーン・ローヴァーズFCが違約金満額を支払い、3年契約で完全移籍。当初はレギュラーであったが、ロイ・ホジソンが監督に就任すると、より守備的な選手が好まれるようになり、ポジションを失った。
1998年3月、ダービー・カウンティFCに145万ポンドで移籍。しかし1得点と揮わず、2001年1月に契約解除となった。
その後はリンビーBK、ファルムBKを経て、古巣のヴォレレンガ・フォトバルで2005年に引退した。

## 代表歴
A代表初出場は1989年10月25日のクウェート代表との親善試合であった。翌年10月31日のカメルーン代表との親善試合で代表初得点を記録した。1994 FIFAワールドカップの際には3試合全てに出場した。
1995年7月22日に行われたフランス代表との親善試合については、フランス軍が南太平洋地域で核実験を行った事に対する抗議として出場を拒否した。なおその後の1998年2月に行われた同じカードでは出場している。
1999年3月27日に行われたUEFA EURO 2000予選のギリシャ代表戦が代表最後の試合となった。合計49試合10得点の成績を残した。

## 指導歴
選手引退後は指導者の道を歩んだ。2004年からヴォレレンガ・フォトバルでアシスタントコーチを務めたが、2006年に辞職した。2007年からスターベクIFでスポーティングディレクターを務めたが、2009年4月に退任した。
2012年にアスケー・フォトバルで自身初の監督に就任した。

## 私生活
クヴェン人の出自を持ち、1994 FIFAワールドカップにともに参加したシグール・ルシュフェルトはいとこにあたる。また息子のエミル・ボヒネンもサッカー選手である。